# Antilopka pižmová
Antilopka pižmová (Nesotragus moschatus), přezdívaná též suni, je druh antilopky z čeledi turovití, na základě genetické analýzy z roku 2014 zařazený do rodu Nesotragus. Předchozí systematika jej řadí do rodu Neotragus, který však dle této nové analýzy zahrnuje pouze druh antilopka trpasličí (Neotragus pygmaeus). Rozpoznáváno je někdy až pět poddruhů. Druh obývá východní a jihovýchodní Afriku, rozšířil se do států Keňa, Malawi, Mosambik, Jihoafrická republika, Tanzanie a Zimbabwe, kde osídlil převážně husté lesy.
Antilopka pižmová může mít jako druh různé, ale u každého jedince jednotné zbarvení, jež se pohybuje od šedé po kaštanovou. Směrem ke spodní straně těla barva bledne a spodek těla je pak již plně bílý. Suni patří mezi nejmenší druhy antilop. Na výšku měří 33 až 35 cm a na délku bez ocasu asi 57 až 62 cm. Samci jsou vybaveni krátkými černými rohy a vyvinuly se u nich také mohutné preorbitální žlázy v koutku oka, kterými je vylučováno pižmo sloužící k vymezení teritoria. I samice mají tyto žlázy, jsou však menší.
Druh je plachý, aktivní hlavně během pozdních večerních a brzkých ranních hodin. Živí se převážně spadanými listy rostlin. Žije spíše samotářsky a vykazuje teritorialitu, své malé území si samci i samice hájí před jedinci stejného pohlaví, území samců a samic se však mohou překrývat. Rozmnožování může probíhat celoročně, samici se rodí obyčejně jedno mládě, jež schovává ve vysoké trávě. Jeho vývoj je rychlý a za tři dny již konzumuje pevnou stravu. Pohlavní dospělosti je dosaženo za 6 až 18 měsíců.
Mezinárodní svaz ochrany přírody hodnotí druh jako málo dotčený taxon, i přesto však hrozby existují: nebezpečí představuje ztráta přirozeného prostředí a také lov ze strany zdivočelých psů i ze strany lidí.

## Taxonomie
Druh popsal Magnus Vilhelm von Düben roku 1846. Původní umístění druhu představoval rod Nesotragus. Tradiční systematika, kterou uznává Mammals Species of the World (3. vydání), řadí antilopku pižmovou do čeledi turovití (Bovidae) a v ní do rodu Neotragus společně s antilopkou zakrslou (Neotragus batesi) a antilopkou trpasličí (Neotragus pygmaeus). Tyto antilopky poté s dalšími rody tvořily nepřirozený tribus Neotragini.
Genetická analýza zveřejněná v roce 2014 určila, že antilopky pižmová a zakrslá nejsou blízce příbuzné s antilopkou trpasličí; tyto dva druhy tedy přesunula do obnoveného rodu Nesotragus, ve kterém antilopka pižmová představuje typový taxon; antilopka trpasličí byla ponechána v rodu Neotragus. Do rodu Nesotragus řadí antilopku pižmovou i Mezinárodní svaz ochrany přírody a zároveň uvádí původní název Neotragus moschatus jako vědecké synonymum. U tohoto druhu je hodnoceno někdy až pět poddruhů, které se rozšířily následovně:
- N. m. moschatus (von Düben, 1846); Zanzibar
- N. m. akeleyi (Heller, 1913); Keňa
- N. m. kirchenpaueri (Pagenstecher, 1885); jižní Keňa, severovýchodní Tanzanie, korálový ostrov Mafia (patřící státu Tanzanie)
- N. m. livingstonianus (Kirk, 1865); severně od Zimbabwe (jižní Tanzanie, Malawi, severní Mosambik)
- N. m. zuluensis (Thomas, 1898); Jihoafrická republika (KwaZulu-Natal), Zimbabwe, jih Mosambiku.

Mammal Species of the World rozlišil u antilopky pižmové subspecie čtyři, poddruh akeleyi neuvádí. Obecně jsou hranice mezi poddruhy nejasně vymezené a jejich popisy vycházejí pouze z omezených vzorků. Někteří autoři však osamostatnili některé z populací/poddruhů na samostatné druhy. Zde jsou všechny tyto populace nicméně považovány za jediný druh.
Podle studie z roku 2014 vychází jako nejbližší příbuzná rodu Nesotragus impala (Aepyceros melampus).
Antilopka pižmová se nazývá také suni, název pochází z její domoviny, jihovýchodní Afriky.

## Výskyt
Antilopka pižmová je zvířetem afrotropické oblasti a africký endemit. Pokud je klasifikována jako jediný druh (více v taxonomii), vyskytuje se ve východní a jihovýchodní Africe východně od Velké příkopové propadliny, a sice v těchto státech: Keňa, Malawi, Mosambik, Jihoafrická republika, Tanzanie a Zimbabwe. V Keni obývá hlavně jihovýchodní část státu, nejsevernější záznamy pocházejí z území pohoří Aberdare (asi sto kilometrů severně od města Nairobi) či masivu Mount Kenya. V Tanzanii se areál výskytu soustředí primárně na východ země (Ngorongoro, Mbulu) a areál se táhne přes zbylé zmíněné státy až po Jihoafrickou republiku. Nejjižnějším stanovištěm je jihoafrické Jezero svaté Lucie. Druh se vyskytuje rovněž na některých ostrovech, jako je Zanzibar nebo Mafia. Za možnou oblast výskytu je považováno Svazijsko, v Zambii nebyl suni objeven.
Antilopka pižmová je lesním druhem, preferuje především husté lesy s uzavřeným stromovým baldachýnem. Často ji lze najít v lesích pobřežních či podhorských, obývat může i lesy suché nebo sekundární (lesy vzniklé obnovou po požáru, těžbě, polomu či jiném velkém narušení); v některých oblastech prosperuje i v lidmi narušených lesních stanovištích. Husté lesy jsou pro suniho důležité jak z hlediska získávání potravy, tak z hlediska dobrého úkrytu. Žije až do nadmořské výšky 2700 metrů.

## Popis

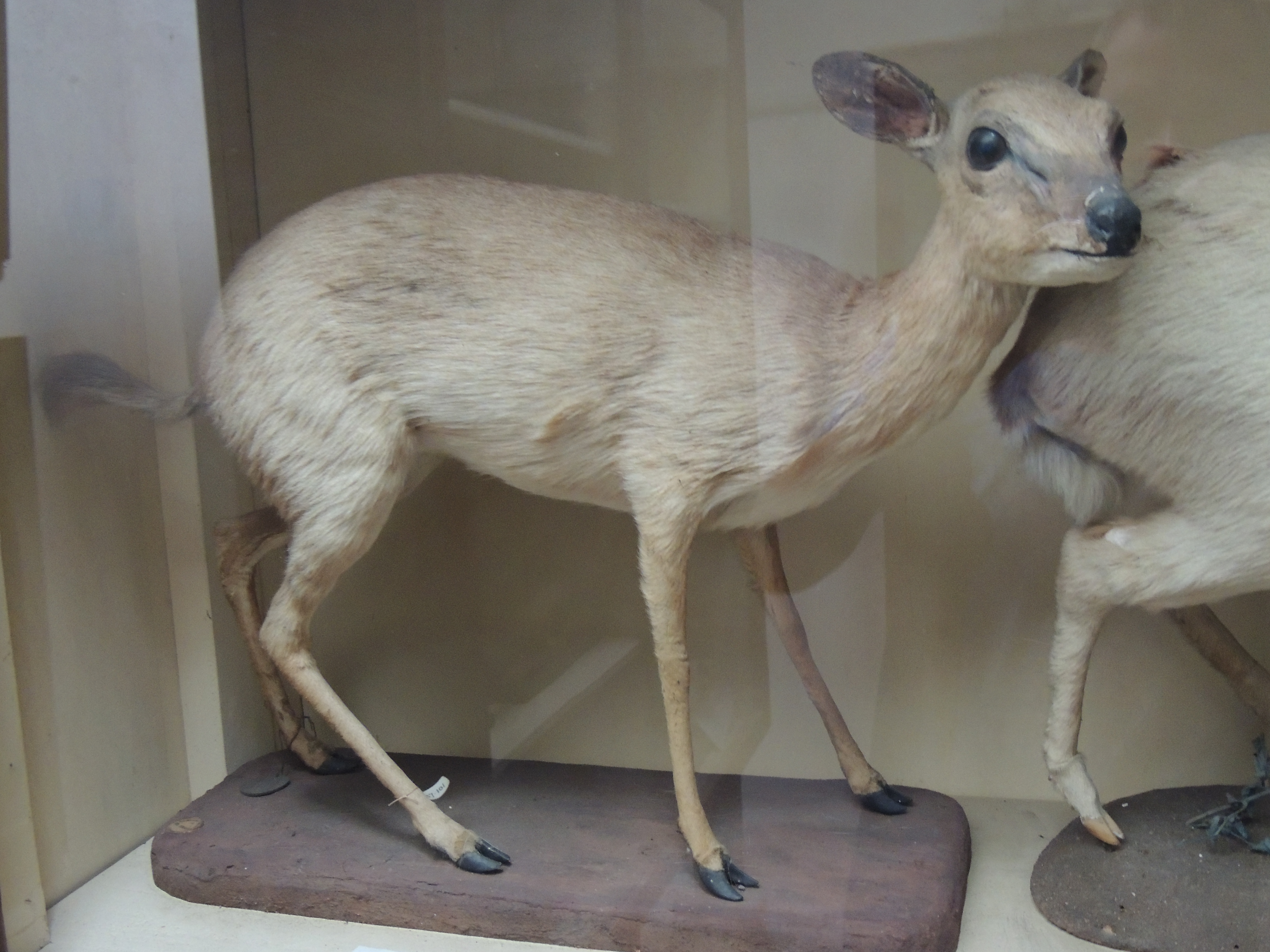
Samice suniho ze Zanzibarském přírodopisném muzeu

Antilopka pižmová patří mezi nejmenší druhy antilop vůbec. Tělo dosahuje délky mezi 57 až 62 cm, s ocasem činí délka samců 65,9–72,7 cm a samic 66,3 až 71,6 cm. Ocas měří asi 8 až 13 cm (průměrně 9,7 cm u samců a 9,6 cm u samic), na výšku pak antilopka měří 33 až 35 cm. Hmotnost činí 4 až 6 kg.
Tělo je štíhlé, kompaktní, zadek je položen vysoko. Tělo nesou dlouhé štíhlé nohy. Krk je krátký, nasazena je na něj široká a zašpičatělá hlava, jež nese pár uší zaobleného tvaru. U samců se vyvinuly krátké a špičaté, černě zbarvené rohy, samice je nemají. Délka samčích rohů, které pokrývají prstencovité rýhy, činí 6,5 až 13,3 cm, větší se vyvíjejí u antilopek žijících jižněji. Obě pohlaví mají velké preorbitální žlázy (žlázy v koutku oka), u samců se vytvořily zvlášť mohutné. Kvůli nutnosti uložit takto velké žlázy došlo k některým specifickým přestavbám lebky. Žlázami je vylučováno pižmo, které antilopce vyneslo její jméno. Identifikováno v něm bylo na 83 chemických sloučenin včetně kyseliny benzoové a jiných karboxylových kyselin, alkanů, alkenů, aldehydů a cholesterolu. U suniho se vyvinuly rovněž neúměrně robustní zuby, především pak premoláry.
Zbarvení tohoto druhu je variabilní, pohybuje se od šedé po kaštanovou, barva je ale u každého jedince jednotná. Směrem ke spodní straně těla barva bledne, spodní strana těla je potom plně bílá či našedlá. Kopyta jsou černá a uši mají zbarvení růžové.
Suniho lze zaměnit s jinými druhy antilop. Častá je záměna s chocholatkou modrou (Philantomba monticola), jejíž areál výskytu se částečně prolíná (Keňa, Tanzanie, Mosambik) s areálem výskytu antilopky pižmové, zároveň jsou si oba druhy vzájemně podobné velikostí a někdy i zbarvením. Hlavní vodítko, jak oba druhy v terénu rozlišit, představují pohyby ocasu; chocholatka modrá s ním třese na rozdíl od suniho vertikálně. Dalšími podobnými druhy jsou příbuzná antilopka zakrslá a rovněž antilopka trpasličí.

## Chování

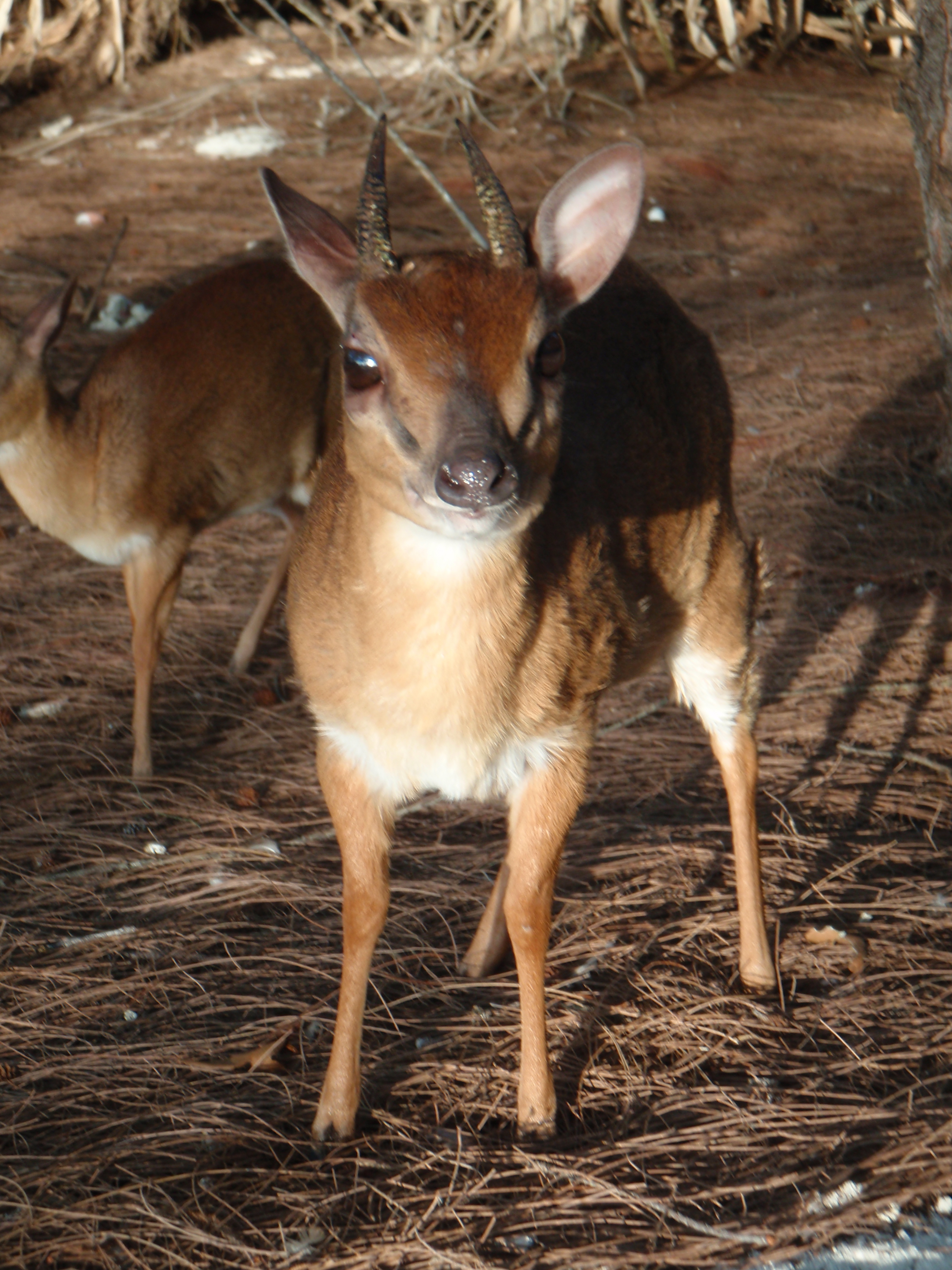
Samec focený na Zanzibaru

Hlavní doba aktivity antilopky pižmové připadá na večer a brzké ráno, zvláště mezi soumrakem až desátou hodinou večerní a čtvrtou hodinou ranní až rozedněním. Preferuje dobu po bouřkách či mlhavo. Ve dne obvykle odpočívá v úkrytech, které obyčejně využívá opakovaně. Suni nicméně může být aktivní i během dne. Hrozbu pro tento druh může představovat jakýkoli predátor už o jeho velikosti. Nebezpečí mu hrozí jak ze strany orlů korunkatých (Stephanoaetus coronatus) a ostatních dravců, tak ze strany velkých šelem, jakými jsou levharti skvrnití (Panthera pardus) a hyeny, či některých druhů hadů, jako jsou krajty. Je velmi plachý a může jej vyrušit i vřeštění opic. V takovém případě obyčejně znehybní, před tím se ještě ozve varovným signálem.
Žije většinou samotářsky, ale může také tvořit páry či menší skupiny. Vykazuje teritorialitu a samci o svá teritoria s jinými samci bojují, k agresivnímu chování se mohou uchýlit i samice vůči jiným samicím. Území jsou malá, o rozloze 0,5 až 1,1 ha u samců, samice je mají větší, o rozloze 0,9–4,6 ha. Území samců a samic se překrývají. Jejich hranice si suniové označují pravidelně doplňovanými hromádkami výkalů a moči, k označení území slouží také vylučované pižmo. K tomuto způsobu vymezení teritoria se uchylují především samci a pižmo vylučují hlavně na vertikálně umístěné rostliny/větve o výšce asi 75 mm. Někdy před tím rostlinu ještě očichají. Pižmo je nanášeno prudkými pohyby hlavou nahoru a dolů. Poté si samci žlázy olížou, olízat mohou rovněž i rostlinu, která byla označkována. Pižmo časem na rostlině zkrystalizuje a vytvoří tmavě zbarvenou látku, která v tomto stavu vydrží čtyři dny. Také z tohoto důvodu mají antilopky pižmové malá teritoria, protože větší by nebyly schopny vymezit. Vyjma komunikace čichové spolu suniové komunikují rovněž vzájemnými dotyky.

### Potrava

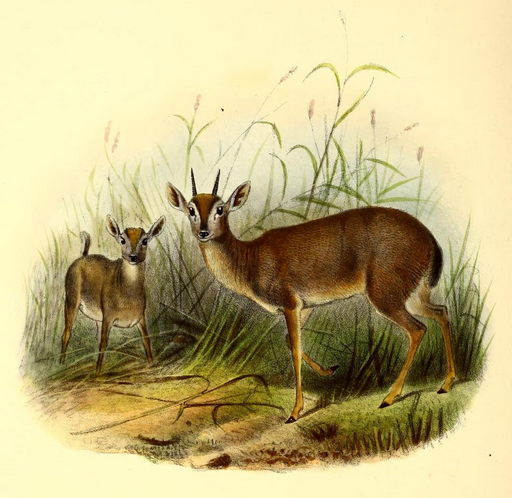
Kresba dvou antilopek z r. 1894

Antilopka pižmová je býložravým druhem, avšak neumí plně trávit celulózu, trávu tedy konzumuje spíše výjimečně. Na základě starších studií se až do 80. let 20. století podle anatomie a fyziologie soudilo, že většinu potravy suniho bude tvořit vysoce energeticky hodnotná a zároveň stravitelná potrava. Teprve studie z roku 1989, zkoumající živá zvířata, odhalila, že tyto předpoklady jsou nesprávné a že suni jako potravu preferuje čerstvé spadané listí. I když neposkytuje antilopkám tolik energie jako například ovoce, stále je energeticky hodnotné. Ve východní Africe se suni živil listy dvouděložných rostlin až z 84 %, teprve zbytek tvořilo ovoce a další potrava (živí se například i houbami). Oblíbenou potravou je zvláště chřestnatec (Crotalaria). Druh může rovněž následovat některé druhy opic a živit se zbytky jejich upuštěné potravy.
Konzumovaná potrava antilopkám poskytne i potřebnou dávku vody, na které proto nejsou závislé, blízkost vodního zdroje je však i přesto preferována.

### Rozmnožování
Rozmnožování může probíhat po celý rok, počet porodů však může být na některých územích v některou dobu vyšší; v Tanzanii například na přelomu podzimu a zimy, tedy v době, kdy je v této oblasti dostatek potravy po deštích. Estrální cyklus trvá 20 až 25 dní. Samotný akt páření je krátký, samec se před ním přitiskne samici na bok a kope ji předníma nohama, dokud ke styku nesvolí. Doba březosti činí asi půl roku. Samice rodí položená na boku a po porodu zkonzumuje placentu. Na svět přichází obyčejně jedno mládě, tmavšího zbarvení než matka a o hmotnosti asi 700 až 800 g. Samice jej schovává ve vysoké trávě. S matkou potomek komunikuje pomocí zvuků a je velmi plachý. Vývoj probíhá rychle a již za několik dnů je mládě schopno konzumovat pevnou stravu. Pohlavní dospělosti je dosaženo u obou pohlaví za 6 až 18 měsíců. Nejmladší známý samec, který aktivně značkoval, byl starý jen 11 měsíců. Mladé samce dominantní samec z území vyžene, samice někdy dále žijí s matkou. Druh se dožívá až 13 let.

### Parazité
Mezi ektoparazity (vnější parazity) tohoto druhu se řadí například klíšťatovci, z vnitřních parazitů se mohou vyskytovat například hlístice Skrjabinema, Setaria cornuta, Strongyloides papillosus a další.

## Ohrožení
Populace antilopky pižmové je považována za stabilní a je odhadováno, že čítá asi 365 000 jedinců. Mezinárodní svaz ochrany přírody tento druh považuje za málo dotčený, přesto některé hrozby existují. Jednou z nich je ztráta přirozeného prostředí, jež mizí kvůli lidským aktivitám (zemědělství, rozvoj sídel, těžba), ale i vlivem jiných živočišných druhů, které likvidují vegetační kryt. Mezi ně se řadí nyala nížinná (Tragelaphus angasii) či slon africký (Loxodonta africana).
Spolu s lidským osídlením představují pro antilopku pižmovou hrozbu zdivočelí psi. Problémem je i lov ze strany lidí, který probíhá pro trofeje či pro maso. Zvířata jsou zabíjena pro takzvaný bushmeat, „maso z buše“, což může v některých oblastech způsobovat větší míru úmrtnosti než tlak ze strany predátorů. Pytláctví se přitom nevyhnuly ani chráněné oblasti a zvláště na okrajích chráněných areálů, kde je vysoká hustota lidského osídlení, se může úroveň pytláctví zvyšovat. Legálně nicméně bývá uloveno jen málo zvířat, například v KwaZulu-Natal je jich jen okolo 15 ročně. Pokles populací následkem lovu ze strany psů i lidí se liší podle oblastí. V JAR je druh považován za zranitelný, vzácný je také v Zimbabwe, ale například v Mosambiku se nezdá býti ohrožen.
Suni obývá některé chráněné oblasti, jako je Národní park Mount Kenya a Národní park Aberdares v Keni, Národní park Udzungwa v Tanzanii, Národní park Lengwe v Malawi či Národní park Tembe v Jihoafrické republice. Cílem dalších ochranných opatření je zachování přirozeného prostředí, omezení lovu či znovuvysazení druhu do volné přírody. Reintrodukce nicméně vždy nemusí proběhnout úspěšně. Například snaha o reintrodukci v Krugerově národním parku v devadesátých letech dvacátého století skončila nezdarem; o tři roky později od vypuštění 39 antilopek nebyla v oblasti spatřena žádná.
Antilopka pižmová není zapsána do Úmluvy o mezinárodním obchodu s ohroženými druhy volně žijících živočichů a rostlin.